# Bras d'honneur

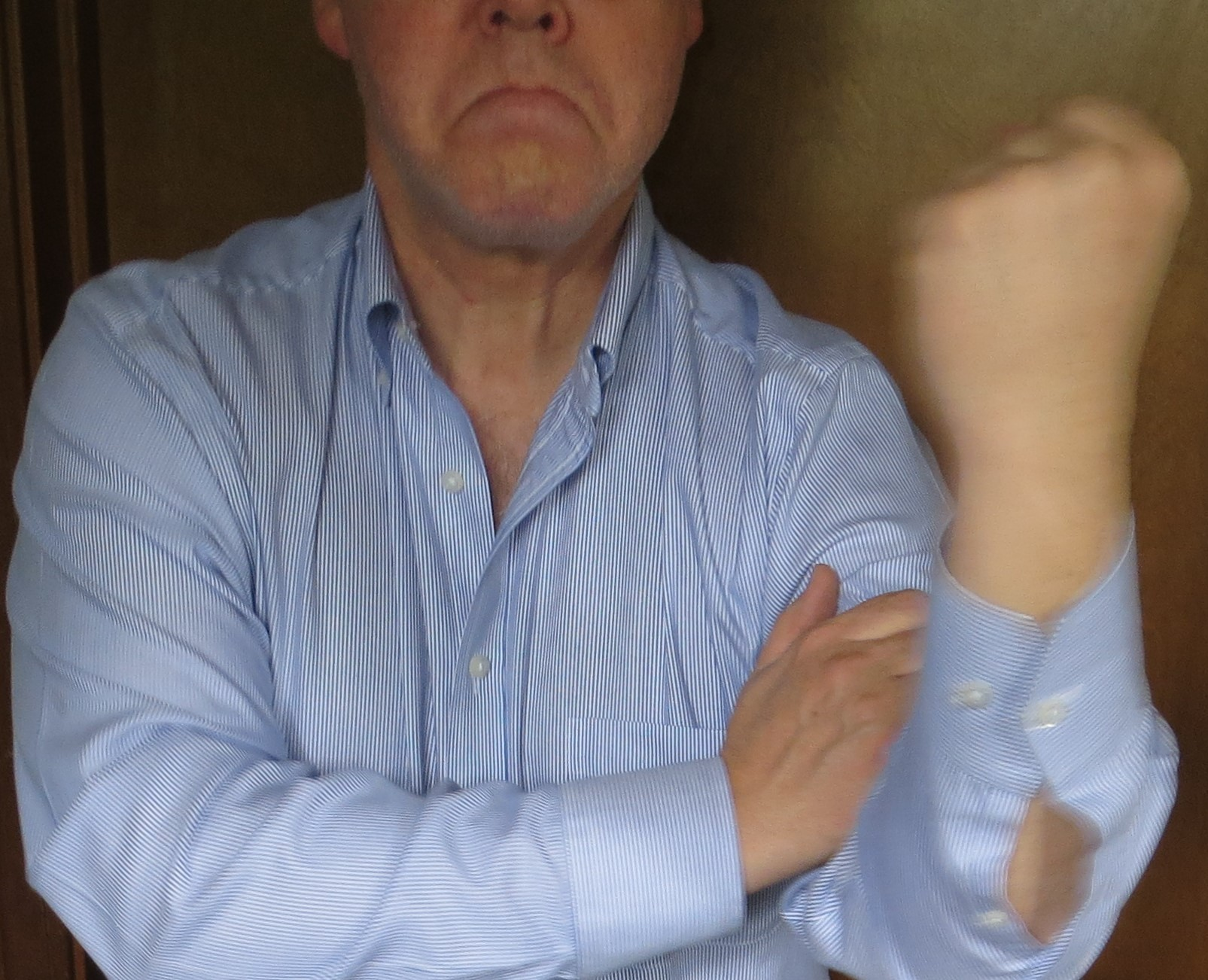
Bras d'honneur

De bras d'honneur (Frans voor "ere-arm") is een obsceen gebaar, dat gemaakt wordt door één arm dusdanig te buigen dat een L-vorm ontstaat en dan met de andere arm de biceps te pakken, om vervolgens de gebogen voorarm dramatisch verticaal te verheffen. In veel gevallen wordt tegelijkertijd de middelvinger opgestoken om het punt te verduidelijken.

## Bras d'honneur in andere talen en culturen
- Catalaans: "fer botifarra" (botifarra doen), zelfde connotatie als de middelvinger.
- Brazilië: Het gebaar staat hier bekend als de banana, zelfde duiding.
- Spaans: "corte de manga", hierbij wel per definitie de middelvinger opgestoken.
- In Italië staat het bekend als de gesto dell'ombrello, letterlijk het "paraplugebaar". In de Italiaanse cinematografie is het vereeuwigd door Fellini die in I vitelloni (1953) de werkloze, gespeeld door Alberto Sordi, met dit gebaar een groepje werkmannen langs de weg uitjouwt.[1]
- In Polen staat het gebaar bekend onder de naam gest Kozakiewicza, vernoemd naar de Poolse atleet Władysław Kozakiewicz, die tijdens de Olympische Spelen van 1980 in Moskou dit gebaar tot twee keer toe tegen het publiek maakte, nadat hij het wereldrecord polsstokhoogspringen had verbeterd.[2]